# Robert Cieślak
Robert Waldemar Cieślak (ur. 1965) – polski literaturoznawca, profesor nauk humanistycznych.

## Życiorys
W 1989 r. ukończył studia na Uniwersytecie Szczecińskim, w 1997 r. obronił pracę doktorską pt. Poezja Tadeusza Różewicza wobec sztuk wizualnych, której promotorem był prof. Tadeusz Kłak, w 2007 r. habilitował się na podstawie pracy zatytułowanej Poezja wobec kryzysu władzy wzroku. Studia o słowie, obrazie i percepcji. W 2016 r. uzyskał tytuł profesora nauk humanistycznych.
Został pracownikiem naukowym w Akademii Nauk Stosowanych Towarzystwa Wiedzy Powszechnej w Szczecinie, na Uniwersytecie Kardynała Stefana Wyszyńskiego w Warszawie, na Uniwersytecie Szczecińskim, oraz na Uniwersytecie Warszawskim.
Jest członkiem Komitetu Nauk o Komunikacji Społecznej i Mediach PAN i przewodniczącym Rady Dyscypliny Naukowej - Nauk o Komunikacji Społecznej i Mediach UW.

## Odznaczenia
- Brązowy Krzyż Zasługi (2002)[5]